# Anna Skantze
Anna Skantze, född Cervin 16 december 1907 i Halmstad, död 3 januari 1992 i Falkenberg, var en svensk lärare och museichef.
Hon var utbildad ämneslärarinna (lärare för främst flickskolor) och undervisade vid Falkenbergs samrealskola och kommunala gymnasium i ämnet kristendom, som med tiden allt mer kom att omfatta även andra religioner. Hon höll även morgonbön, senare morgonsamling, där hon gärna tog upp ämnen som mellanfolklig förståelse (t.ex. The Experiment in International Living). Hon var även skolans bibliotekarie och undervisade i praktisk bibliotekskunskap genom studiebesök. 
År 1957 tog Anna Skantze över ledningen av Falkenbergs museum, vilket startats av Anders Ljung. Hon drev det sedan fram till sin död, varefter det övertogs av Falkenbergs Kultur- & Hembygdsförening. Denna förening hade startats 1945 med namnet Kulturfrämjandet av bland annat Anna Skantze. Sedan museet övertagits av föreningen ändrades dess namn till Falkenbergs Hembygdsmuseum. Efter sin pensionering ledde hon där studiecirklar om Falkenbergs historia, delvis baserade på intervjuer hon gjort med äldre falkenbergare. Likaså ledde hon stadsvandringar i Falkenberg, något hon som lärare hade gjort med skolans elever. 
Anna Skantze var dotter till kyrkoherde Reinhold Cervin och dotterdotter till sjökapten Andreas Cullberg på Mårtagården i Onsala. Hon var syster till Andreas Cervin och hon var gift med bryggmästare Olof Skantze.